# 十號電視網
十號電視網（英語： Network 10，原稱Network Ten，简称：TEN 或 Ten，又名澳洲電視十台）是澳大利亞的一個商業電視台，其總部位於悉尼。由於這些電視台大多在第10頻道播出，因此名為十號電視網。十号电视网是全澳洲五个免费电视广播网络之一，在悉尼、墨尔本、布里斯班、阿德莱德和珀斯拥有电视网经营的电视台，并通过附属频道覆盖全国各地。

## 歷史
十號電視網起源於1964年8月1日啟播墨尔本的ATV-0電視台，至1965年，十號電視網才正式成立，當時的名稱是Independent Television Network，由澳大利亞各主要城市的四間獨立電視台（悉尼的TEN、墨尔本的ATV、阿德莱德的SAS、布里斯班的TVQ）集合而成。
1970年，本台的名稱改為The 0/10 Network，以反映成立初期四間電視台的頻道號碼。
1975年，開始彩色電視廣播。
1980年開始至1988年，統一頻道號碼，墨尔本的ATV電視台的頻道號碼由0改為10，但布里斯班的TVQ在1988年才把頻道號碼改為10。同時，阿德萊德的SAS和ADS調換台號，ADS由本台接手，而SAS則由七號電視網接手。
1988年，在珀斯開設NEW分台。
1989年，本台收視低迷，因此在7月23日，由Bob Shanks接手本台，並推出新節目编排，黃金時段則播放遊戲節目，但在1989年末期宣告失敗。
1990年，北方之星控股（英語：Northern Star Holdings）因財政問題而申請接管本台，並在1990年1月完成。1990年5月，本台進行破產，1992年，加拿大Canwest公司買下本台，財政問題開始被解决。
1998年，成立Ten Network Holdings控股公司，並在澳洲證券交易所上市。
2007年，開始高清數碼電視廣播。
2017年11月，CBS公司（英語：CBS Corporation）收购了十号电视网，成为其下属公司。

## 外部連結
- 10play（页面存档备份，存于）